# Rambla de Fuente Álamo
La rambla de Fuente Álamo es una rambla con una cuenca de 764 km² y una longitud de 42 km, que atraviesa la ciudad de Fuente Álamo de Murcia de la que recibe su nombre, aunque a partir de la Venta Redonda es más conocida como rambla del Albujón. Su desembocadura en el Mar Menor, se conoce como Bocarrambla.

## Curso
Nace al oeste del municipio de Fuente Álamo, situado en el sureste de la Región de Murcia y desemboca en el Mar Menor en las proximidades de Los Urrutias, siendo el principal colector del Campo de Cartagena. Su cuenca se extiende por los municipios de Murcia, Torre-Pacheco, Los Alcázares, Fuente Álamo, Alhama de Murcia, Mazarrón y Cartagena.

## Régimen fluvial
Su régimen fluvial, antes del trasvase, era esporádico ya que se limita a cuando se producen lluvias que aunque son escasas suelen ser muy intensas e incluso torrenciales. Recibe numerosas aportaciones por su margen izquierda de todos los ramblizos y barrancos que bajan de la sierra de Carrascoy, como la rambla de la Murta (que parte de La Murta, en Corvera). También de su margen derecha, como la rambla de la Azohía (que parte de La Azohía, en Cartagena).
Al final de su tramo seco, llega el canal de escorrentía D7, paralelo a la autopista del Mediterráneo (A7), por lo que ha acabado convirtiéndose en un río artificial (corriente continua de agua, que vierte 500 litros de agua con nitratos por segundo al Mar Menor).

## Historia
La rambla de Fuente Álamo a su paso por el núcleo urbano es conocida como "rambla del Fraile" y representa un auténtico patrimonio natural e histórico para Fuente Álamo. El origen y desarrollo de esta histórica villa junto a la margen derecha del cauce no es en absoluto casual sino que se debe a la posibilidad de aprovechar el nacimiento de agua para llenar aljibes para el consumo y para la agricultura y ganadería.
Si bien hoy en día no fluye el agua, hasta finales del siglo XVIII su cauce presentaba aguas estancadas procedentes de nacimientos de agua. El estancamiento de aguas fue un problema constante y un quebradero de cabeza para las autoridades locales, provocando auténticas epidemias que diezmaron la población. La población temiendo las epidemias abandonaba la villa hacia el campo, siendo este el origen de la mayoría de pedanías, que entonces eran meros caseríos.
En el término de El Albujón se utilizaban sus aguas para la agricultura en 1509 siendo el límite sur entre los concejos de Cartagena y Murcia.
En su desembocadura el cauce aparece prácticamente colmatado de sedimentos finos.

## Rambla de la Señora
Procedente de El Jimenado, se ha hecho desembocar la Rambla de la Señora en la Rambla del Albujón.

## Problemas medioambientales
Con el cambio de un modelo de agricultura de secano a uno de regadío a través de esta rambla se han evacuado vertidos de aguas de escorrentía agrícola saturadas de nitratos procedentes de los municipios costeros del Mar Menor que han agravado el ecocidio de la laguna salada.
Las especies recomendables para el cauce, a fin de favorecer la filtración, son adelfas, tarayales y azufaifos.
Las invasoras son atriplex (australiana) y zygophyllum fabago (africana).